# Masía del Juez
La Masía del Juez (en valenciano Mas del Jutge), también conocida como Venteta, es una pedanía que pertenece a la ciudad valenciana de Torrente (Huerta Sur) y que constituye una de las cuatro villas que surgieron alrededor de la ciudad durante la romanización. Cuenta aproximadamente con 190 viviendas y en torno a 500 habitantes.

## Localización
Está situado a sólo 5 km del centro urbano de Torrente, a lo largo de los cuales se sitúa el Polígono Mas del Jutge, donde se pueden encontrar una gran variedad de empresas que se dedican a asuntos diversos, desde empresas carniceras hasta materiales de construcción.
Tiene buen acceso, ya que desde Torrente, atravesando el polígono se puede acceder sencillamente. Además, la carretera CV-36 tiene salida directa a la Masía del Juez, lo que facilita y reduce el tiempo de acceso desde otros pueblos, como Alacuás. También pasa muy cerca del autovía del Mediterráneo (A-7), desde la cual, mediante las salidas a las carreteras CV-4011, o la ya mencionada CV-36, son las vías de acceso principales a esta pedanía torrentina.
Por tanto, la Masía del Juez se ubica dentro del término municipal de Torrente, colindando con los términos municipales de Chiva al oeste y Aldaya al norte.

## Historia

### Denominación
El nombre de "Masía del Juez" le viene dado por un caserón antiguo, situado en esta pedanía, derribado en 1941. Todo apunta a que este caserón era propiedad de un juez llamado Joseph Moreno Alvarado, el cual fue nombrado alcalde del crimen de la Audiencia de Valencia.

### Roma
Roma ha estado muy presente en Torrente, donde ha dejado una gran variedad de objetos que dan fe de su estancia en el lugar.
En la Masía del Juez han realizado varios descubrimientos arqueológicos. En 1887, se encontraron restos humanos, monedas y otros objetos y en 1912 se encontró un mosaico policromado. En 1948, muy cerca de dicho Mas, se encontraron restos de lo que un día fueron habitaciones para los romanos que la habitaban, donde se dejaba constancia de la pavimentación que se hacía (losetas romboidales), también se encontraron en estas habitaciones otros objetos como ánforas, jarras, entre otros.
Pero el hallazgo más importante fueron dos monedas de bronce, una correspondiente a la época de Antonino Pio (gobernador del Imperio romano desde 138 a 161 d. C.), la cual pesaba 22 gramos; la otra pertenece a la época de Constantino I el Grande (gobernador del  Imperio romano  desde el año 306 hasta su muerte en 337), la cual pesa 3,5 gramos.

### Moriscos
Por parte de la cultura árabe, las huellas físicas más destacadas que se pueden encontrar en la Masía del Juez o en sus alrededores son un acueducto, conocido como "los Arquets", que se sitúa entre esta pedanía torrentina y la Carrasquera. Además, se pueden encontrar acequias que fueron de creación romana, pero que fueron conservadas y mantenidas en funcionamiento por los árabes.

## Economía
En la Masía del Juez como en Torrente, a consecuencia de su posición física-geográfica, su ocupación económica ha estado ligada a la agricultura y la ganadería. La mayoría de la población tradicionalmente ha estado trabajando en el campo, dedicándose a los cultivos de regadío o de secano, o bien criando animales. Por otra parte, cabe destacar el cultivo de hortalizas para consumo doméstico.

## Patrimonio

### Iglesia

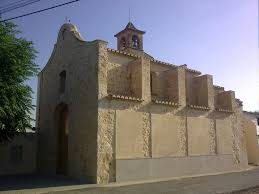
Iglesia de la Masía

La iglesia de San Vicente Ferrer fue la primera en construirse en el término municipal de Torrente, pero en sus inicios fue erigida como vicaria filial de Chiva, en 1715. Comenzó a funcionar como vicaría independiente 1749, obteniendo el derecho a tener pila bautismal, libros sacramentales, sello propio, cementerio y libros de racional y culto. Su erección como parroquia fue en 1902, cuando por ampliación del municipio de Torrent, deja de ser vicaría independiente de la parroquia de San Juan Evangelista de Chiva y se convierte en parroquia de ayuda de la iglesia parroquial de la Asunción de Nuestra Señora de Torrent. Por este motivo, es considerada la segunda parroquia más antigua de Torrent. Las partidas de bautismos, matrimonios y defunciones más antiguas se encuentran situadas en la iglesia de Nuestra Señora de la Asunción y la de San Luis Beltrán, pero las más recientes se encuentran ya en la propia parroquia de San Vicente Ferrer.
La iglesia ocupa una superficie de 180,50 m² y contiene una nave central, capillas laterales y sacristía contigua. Además, a su campanario se pueden apreciar tres campanas fundidas 1733, 1813 y 1970 accediendo a ellas mediante una escalera interior. A día de hoy, los sábados se sigue celebrando la eucaristía para cualquier vecino que quiera acercarse, abrazando principalmente la zona del "Pla de Quart" incluyendo además de las casas del Mas del Juez, las de las Masías de Baviera, "los Curas", del Rey, "Miralcamp", Cardona la Vieja y Cardona la Nueva y Pavía.
En 2003 fue inaugurada la restauración completa del templo, tanto interior como exteriormente, oficiada por el obispo auxiliar de Valencia, Jesús Murgui Soriano.

### Escuela

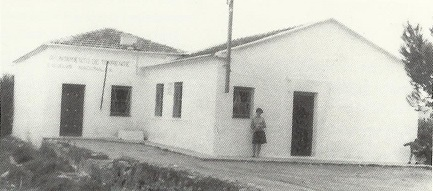
Escuela de la Masía

Actualmente no existe ningún colegio en el Mas del Juez, pero si existe el recuerdo en todos los habitantes de esta pedanía y sus alrededores, lo que un día fue la escuela de la Masía del Juez.
La escuela fue construida a principios de la década de 1950, con la ayuda de padres y vecinos de la pedanía. Debido a que es zona de agricultores y ganaderos y por lo tanto, viven del campo, los domingos se dedicaban a construirla, ya que era el único día que no iban a trabajar. La escuela, situada delante de la iglesia, estaba formada por un único edificio que servía de aula, un cuarto para guardar las bicicletas que servían de transporte para llegar a la escuela a los alumnos que no vivían en la Masía del Juez, los servicios, la casa de la maestra y el patio para jugar, conocido como el patio de los pinos.
Esta escuela acogió no sólo a los niños y niñas de la Masía del Juez sino también de los alrededores y tanto los alumnos de las cercanías como las profesoras destinadas a la escuela de la Masía del Juez debían recorrer en bicicleta, carro o caminando los 5 kilómetros (o más) que los separaban de la escuela.
Los años 1950 fueron el periodo más importante de esta escuela debido a la ola migratoria que hubo entonces en la Masía del Juez. La escuela llegó a tener escolarizados a más de 70 alumnos entre los 5 y 14 años; sin embargo, los nuevos planes de estudios de la época no permitieron el mantenimiento de la escuela y todos los alumnos de este centro tuvieron que trasladarse al colegio Lope de Vega, más conocido como "El Grupo", el colegio más antiguo y pionero de la ciudad de Torrente, fundado en 1932.

### Fiestas patronales

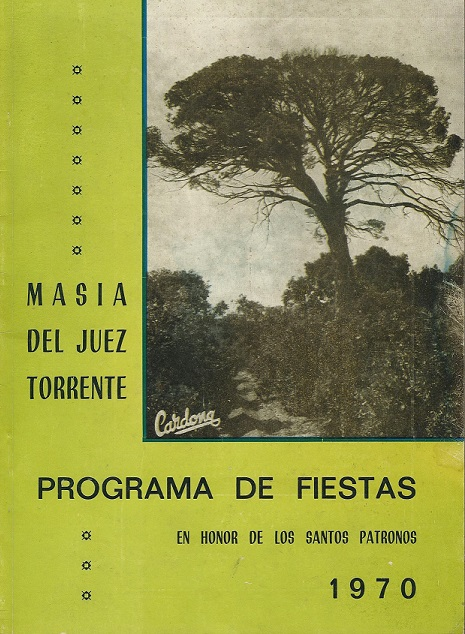
Libro de fiestas de la Masía

Las fiestas patronales de la Masía del Juez se celebran en el mes de agosto, en honor a  San Vicente Ferrer  y San Luis Bertrán. El inicio de estas fiestas data de aproximadamente los años 1960, y en un primer momento, los clavarios y las clavariesas celebraban la festividad por separado, un año se encargaban los hombres y al año siguiente las mujeres, pero con el paso de los años fueron creándose peñas y se juntaron los hombres con las mujeres. Este grupo de gente era el encargado de programar los días de fiesta y contratar la orquesta y otros actos, aunque con el paso de los años se han ido creando nuevas peñas encargadas de la fiesta y desapareciendo otras.
La peña y los clavarios y clavariesas encargados de realizar la fiesta del año siguiente se llama el último día de fiesta del año anterior, cuando se finaliza la procesión en honor a San Vicente y San Luis. Es en este momento cuando comienzan a organizar el programa de fiestas para el próximo año.
Normalmente el programa de todos los años es muy similar, ya que el día 15 del mes se realiza siempre la ofrenda en la Virgen de los Desamparados; el jueves por la noche se celebra un concurso de paellas donde puede participar todo el mundo. El sábado por la tarde tiene lugar una cabalgata donde todas las peñas y otros grupos de personas participan. Finalmente, el domingo se celebra la procesión en honor de los santos nombrados. También se realizan otros actos, pero los días varían. Así, todos los años se realiza un "ciclo- paseo" donde todos los participantes acuden a la hora y lugar establecidos y se recurre con bicicleta un recorrido; la "cubo", acto que consiste en mojarse con la ayuda de cubos; y el campeonato de "truc" y parchís, donde se participa por parejas y en el que también puede participar todo el mundo.
Cabe destacar que estas fiestas han sufrido muchos cambios y han ido suprimiendo actos que eran habituales, como la "Nit d'Albades" que consistía en realizar un recorrido por todas las casas de la pedanía e ir cantando "albades" en cada casa, donde los propietarios ofrecían a todos los asistentes algún dulce y bebida.